# Liechtenstein nos Jogos Olímpicos de Inverno de 1964
Liechtenstein participou dos Jogos Olímpicos de Inverno de 1964 na cidade de Innsbruck, na Áustria. Nessa edição dos jogos o país não teve medalhistas.